# 550 Madison Avenue
550 Madison Avenue, voorheen Sony Tower, Sony Plaza en AT&T Building, is een 197 meter hoge wolkenkrabber aan Madison Avenue in de Amerikaanse stad New York. Het werd ontworpen door Philip Johnson en John Burgee in postmodernistische stijl. Het werd destijds gebouwd als hoofdkantoor van AT&T. Daarna was het, tot 2016, het Amerikaanse hoofdkantoor van Sony Corporation. In het gebouw bevinden zich ook appartementen.
De vorm van het gebouw is een typerend voorbeeld van postmodernisme, toen nog een gloednieuwe stijl. De gevels zijn bekleed met roze graniet. De hoofdingang wordt gemarkeerd door een hoge rondboog. De top heeft de vorm van een reusachtig fronton met een cirkelvormige uitsparing. Het gebouw heeft de bijnaam The Chippendale, waarmee bedoeld wordt dat het gebouw op een Chippeddale garderobekast lijkt, een bekend ontwerp van Thomas Chippendale.

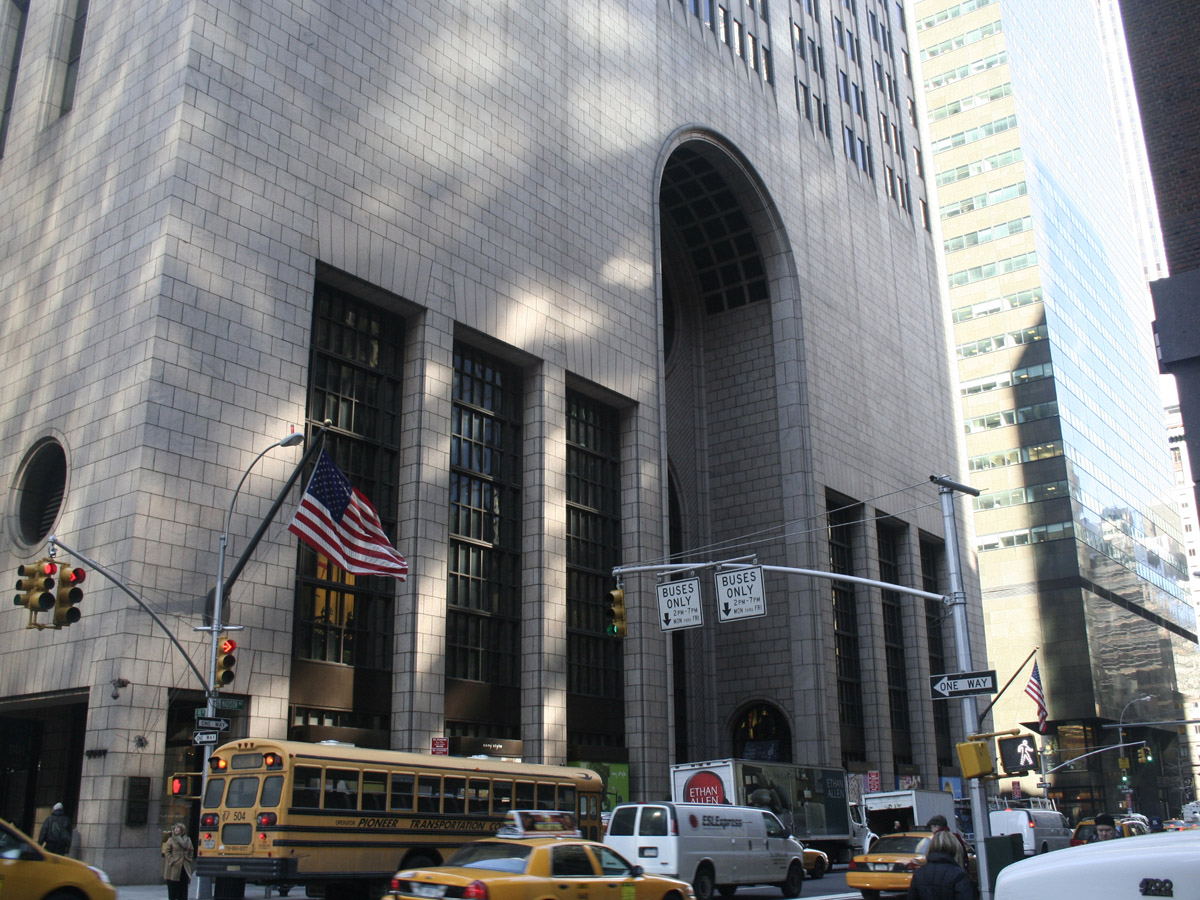
Hoofdingang met typerende boog. Plannen in 2017 om de voorgevel radicaal van aanzien te veranderen stuitten op protest van architecten en architectuurliefhebbers.